# بوسطن ساينتفيك
شركة بوسطن ساينتفيك (بالإنجليزية: Boston Scientific Corporation (BSC))، ويقع مقرها الرئيسي في مارلبورو، ماساتشوستس ومسجلة في ولاية ديلاوير، هي شركة أمريكية تعمل في مجال التقانة الحيوية والهندسة الطبية الحيوية، وهي شركة متعددة الجنسيات متخصصة في تصنيع الأجهزة الطبية المستخدمة في التخصصات الطبية التداخلية، بما في ذلك الأشعة التداخلية، أمراض القلب التداخلية، التدخلات الطرفية، تعديل الإشارات العصبية، التدخل العصبي الوعائي، الفيزيولوجيا الكهربية، جراحة القلب، جراحة الأوعية الدموية، التنظير الداخلي، الأورام، طب المسالك البولية وأمراض النساء. تُعرف بوسطن ساينتفيك على نطاق واسع بتطويرها دعامة تاكسوس (Taxus Stent)، وهي دعامة تطلق الدواء تُستخدم لفتح الشرايين المسدودة. وبعد استحواذها الكامل على شركة كاميرون الصحية (Cameron Health) في يونيو 2012، أصبحت الشركة معروفة أيضاً بتقديمها جهاز إزالة الرجفان القابل للزرع بحد أدنى من التدخل الجراحي.